# Bignan
Bignan (bretonisch: Begnen) ist eine französische Gemeinde mit 2750 Einwohnern (Stand 1. Januar 2022) im Département Morbihan in der Region Bretagne.

## Geographie
Bignan liegt im südlichen Teil der Bretagne im Zentrum des Départements Morbihan und gehört zum Pays de Pontivy.
Nachbargemeinden sind Moréac und Saint-Allouestre im Norden, Buléon im Nordosten, Guéhenno im Osten und Südosten, Saint-Jean-Brévelay im Süden, Colpo im Südwesten sowie Moustoir-Ac und Locminé im Westen. 
Durch den Ort verläuft die D1 als Verbindung von Guémené-sur-Scorff über Locminé nach Péaule an der Südgrenze der Bretagne sowie die D10 von Plumelec nach Malestroit. Wichtig für den überregionalen Verkehr ist die N24 von Lorient nach Rennes. Diese verläuft gleich nördlich der Gemeindegrenze und ein Anschluss ist über Locminé gewährleistet.
Wichtigste Gewässer sind der Fluss Claie, der Bach Keriolas und der Teich von Kérgroix.  

## Geschichte
Die Gemeinde gehört historisch zur bretonischen Region Bro-Gwened (frz. Vannetais) und innerhalb dieser Region zum Gebiet Bro Baod (frz. Pays de Baud) und teilt dessen Geschichte.
Der Menhir des Dorfes Bézo und das Galeriegrab von Kergonpfalz zeugen von einer vorgeschichtlichen Besiedlung. Später wurde die Gegend von den Römern kolonisiert, eine Römerstraße von Vannes nach Corseul durchquerte das östliche Ende der Gemeinde. Reste eines römischen Lagers finden sich im Norden des Bourg aus dem 19. Jahrhundert.
Guillaume de Bignan war an der Gründung des Klosters Prières im Jahr 1252 beteiligt. Der Ort wird 1421 erstmals unter dem Namen Bingnen erwähnt. Vor dem 15. Jahrhundert gehörte Bignan zur Vizegrafschaft Porhoët, danach zur Herrschaft von Rohan. Die Templer sollen auf dem Gebiet mehrere Einrichtungen gebaut haben, darunter die Dreifaltigkeitskapelle.
In der Zeit der Französischen Revolution war Bignan ein Zentrum der Chouannerie. Pierre Guillemot aus Bignan, auch als „König von Bignan“ bekannt, diente als Leutnant unter Georges Cadoudal. Von 1793 bis zu dessen Auflösung 1801 war Bignan Hauptort eines gleichnamigen Kantons. Seither ist die Gemeinde dem Kanton Saint-Jean-Brévelay zugeteilt. 1835 gründete der Gemeindepfarrer eine Religionsgemeinschaft zur Unterrichtung junger Mädchen. 
1864 gab Bignan einen Teil seines Gemeindeareals an die damals neugegründete Gemeinde Colpo ab.
Das Département Morbihan erwarb 1972 das Anwesen Kerguéhennec und eröffnete hier 1986 ein Zentrum für zeitgenössische Kunst.

### Bevölkerungsentwicklung
| Jahr      | 1962 | 1968 | 1975 | 1982 | 1990 | 1999 | 2006 | 2019 |
| Einwohner | 2061 | 2067 | 2227 | 2446 | 2567 | 2546 | 2549 | 2774 |

## Sehenswürdigkeiten
- Schloss Kerguéhennec (auch Versailles der Bretagne genannt)
- Dorfkirche Saint Pierre et Saint Paul von 1787
- Kapelle Notre-Dame des Trois Fontaines et de Saint-Laurent aus dem 16. Jahrhundert
- Kapelle Sainte-Noyale in Bézo aus dem 16. Jahrhundert
- Kapelle de la Sainte Trinité nahe dem Schloss von Kerguéhennec
- Kapelle Saint-Lubin in Sainte-Suzanne aus dem 17. Jahrhundert
- Herrenhaus von Tréhardet aus dem 15. Jahrhundert im gleichnamigen Ort
- Kalvarienberg le voile de Véronique in Les Fontaines
- Kalvarienberg von Kérmoël
- Kreuz von Treulieuc aus dem 16. Jahrhundert
- Statue Griffon (Greif) aus dem 17. Jahrhundert
- Brunnen Saint-Éloi aus dem 16. Jahrhundert
- Denkmal zu Ehren der Chouannerie
- Megalithanlagen von Kergonfalz ein Dolmen und ein Galeriegrab.

Quelle:

## Persönlichkeiten
- Thomas Denis (* 1997), Radsportler